# Consell Federal (Àustria)
El Consell Federal (Alemany: Bundesrat) és la cambra alta del Parlament d'Àustria i representa els nou estats federats d'Àustria a nivell federal. Com a part d'un sistema parlamentari bicameral juntamnet amb el Consell Nacional d'Àustria, és l'equivalent austríac a una cambra alta o senat. Realment, però, el poder del Consell Federal és menor que el del Consell Nacional, ja que si bé el primer pot vetar un projecte de llei del segon, aquest pot esquivar el poder de vet del primer.
El Consell Federal té la seua seu a l'edifici del parlament austríac a Viena, a la part destinada antigament a la Cambra de Pars del Consell Imperial. Durant les obres a l'edifici del parlament, el Consell Federal es reuneix al palau imperial de Hofburg.

## Composició
- A data de maig de 2023:[2]

| Estat         | Escons | ÖVP | SPÖ | FPÖ | Grüne | NEOS | TK | KPÖ |
| ------------- | ------ | --- | --- | --- | ----- | ---- | -- | --- |
| Estat         | Escons |     |     |     |       |      |    |     |
| Burgenland    | 3      | 1   | 2   |     |       |      |    |     |
| Caríntia      | 4      | 1   | 2   | 1   |       |      |    |     |
| Baixa Àustria | 2      | 5   | 3   | 3   | 1     |      |    |     |
| Salzburg      | 4      | 2   | 1   | 1   |       |      |    |     |
| Estíria       | 4      | 4   | 2   | 2   | 1     |      |    |     |
| Tirol         | 5      | 3   | 1   | 1   |       |      |    |     |
| Alta Àustria  | 10     | 5   | 2   | 2   | 1     |      |    |     |
| Viena         | 11     | 2   | 5   | 1   | 2     | 1    |    |     |
| Vorarlberg    | 3      | 2   |     |     | 1     |      |    |     |